# Pori Jazz
Pori Jazz est un festival de jazz qui a lieu en juillet chaque année à Pori en Finlande depuis 1966.
C'est l'un des festivals les plus connus d'Europe.

## Présentation
Le festival est organisé par Pori Jazz 66 ry, une association d'intérêt général à but non lucratif. Pori Jazz est l'un des plus grands festivals de musique jazz en Europe. Avec 349 518 spectateurs en 2019, c'est le premier festival de Finlande.
Au fil des ans, le festival a invité des artistes du blues, du hip hop, de la pop, du reggae, du rock, de la soul et du swing en plus des grands noms du jazz.
Les interprètes les plus réguliers du festival ont été le batteur Reiska Laine et le trompettiste Ted Curson,.
Pori Jazz fait partie des événements Finland Festivals. Le directeur artistique de Pori Jazz est Mikkomatti Aro et le directeur général est Miika Ranne. Jusqu'en 2009, Jyrki Kangas était le directeur artistique de Pori Jazz.
Les concerts ont lieu sur l'ile de Kirjurinluoto, qui abrite la Kirjurinluoto Arena, qui est utilisée comme lieu principal pour les concerts payants, et le Jazz Park gratuit.
De plus, des concerts plus petits sont organisés à divers endroits du centre-ville, par exemple au Café Jazz. Plus de la moitié du programme du festival est gratuit pour le public.

## Musiciens ayant joué à Pori Jazz
- Airto Moreira
- Alicia Keys
- Andy Summers
- Art Blakey
- Average White Band
- B. B. King
- Béla Fleck
- Benny Goodman
- Billy Cobham
- Björk
- Blood, Sweat & Tears
- Bo Diddley
- Bob Brozman
- Bobby McFerrin
- Bob Dylan
- Bob Geldof
- Boz Scaggs
- Bomfunk MC’s
- Buena Vista Social Club
- Cab Calloway
- Chick Corea
- Chuck Berry
- Chuck Mangione
- David Byrne
- David Sanborn
- De La Soul
- Dexter Gordon
- Dizzy Gillespie
- Duffy
- Don Johnson Big Band (fi)
- Dweezil Zappa
- Earth, Wind & Fire
- Eero Koivistoinen
- Elton John
- Emeli Sandé
- Erykah Badu
- Fats Domino
- Frigyes Pleszkán
- Gary Moore
- George Clinton
- Gloria Gaynor
- Herbie Hancock
- Isaac Hayes
- James Brown
- Jamiroquai
- Jessie J
- Joe Cocker
- Joe Satriani
- John Scofield
- Jorma Kaukonen
- Kaj Backlund
- Kanye West
- Kool & The Gang
- Larry Coryell
- Lauryn Hill
- Little Richard
- Mary J. Blige
- Massive Attack
- Manhattan Transfer
- Mary J. Blige
- Miles Davis
- Muddy Waters
- N.E.R.D
- Niels-Henning Ørsted Pedersen
- Olly Murs
- Oscar Peterson
- Paleface (fi)
- Paloma Faith
- Paul Anka
- Paul Simon
- Pepe & Paradise
- Phil Collins
- Ray Charles
- Ringo Starr
- The Roots
- Shaggy
- Stevie Ray Vaughan
- Carlos Santana
- Seun Kuti
- Shaggy
- Shakti
- Sly & The Family Stone
- Stevie Ray Vaughan
- Stevie Wonder
- Sting
- Tapiola Big Band
- Tete Montoliu
- Ted Curson
- The Bad Plus
- The Roots
- Tito Puente
- Tomasz Stańko
- Tom Jones
- Tori Amos
- UB40
- Van Morrison
- Vesa-Matti Loiri
- Youssou N'Dour
- Ziggy Marley

## Prix décernés par Pori Jazz

### Artiste de l'année
Le prix Artiste de l'année de Pori Jazz a été décerné pendant 25 ans jusqu'en 2015.
- 1991: Trio Töykeät
- 1992: batteur Klaus Suonsaari
- 1993: vibraphoniste Severi Pyysalo
- 1994: saxophoniste Jukka Perko
- 1995: saxophoniste Sonny Heinilä
- 1996: saxophoniste Tapani Rinne
- 1997: pianiste Lenni-Kalle Taipale
- 1998: guitariste Tuomo Dahlblom
- 1999: saxophoniste Ari Jokelainen
- 2000: vibraphoniste Arttu Takalo
- 2001: saxophoniste Joonatan Rautio
- 2002: U-Street All Stars
- 2003: guitariste Marzi Nyman
- 2004: trompettiste Verneri Pohjola
- 2005: batteur Hanne Pulli
- 2006: batteur Teppo Mäkynen
- 2007: trompettiste Jukka Eskola
- 2008: chanteur Sami Pitkämö
- 2009: batteur Jaska Lukkarinen
- 2010: Vibraphoniste Panu Savolainen
- 2011: guitariste Olli Hirvonen
- 2012: chateur Nina Mya
- 2013: pianiste Artturi Rönkä
- 2014: batteur Olavi Louhivuori
- 2015: bassiste Antti Lötjönen

### Prix Ted Curson
Nommé en mémoire de Ted Curson, artiste régulier du festival, le prix est décerné depuis 2015 à un artiste invité.
- 2016: guitariste Kalle Kalima[8]
- 2017: saxophoniste Pauli Lyytinen[9]
- 2018: pianiste-harpiste Iro Haarla[9]
- 2019: saxophoniste Linda Fredriksson[7]

### Talent émergeant
- 2016: pianiste Mikael Myrskog[8]
- 2017: saxophoniste Max Zenger[9]
- 2018: basiste Kaisa Mäensivu[9]
- 2019: batteur Okko Saastamoinen[7]